# Supermacht
Als Supermacht bezeichnet man einen Staat, der globale Entwicklungen aufgrund seiner überragenden Fähigkeiten und Potentiale beeinflussen und bestimmen kann bzw. dies auch tut. Einfluss besteht weltweit auf Staaten und die Beziehungen zwischen Staaten.
Die „Macht“ wird dabei häufig in Soft und Hard Power unterteilt. Eine Supermacht muss über beides ausreichend verfügen. Hard Power ist dabei im Wesentlichen die militärische Macht, also insbesondere die Fähigkeit zur weltweiten militärischen Machtprojektion, was heute wiederum den Besitz strategischer Nuklearwaffen voraussetzt. Eine Supermacht hat in der Regel den Status einer Seemacht. Soft Power beschreibt dagegen nicht-militärische Mittel, also Einflussmöglichkeiten, die sich aus dem wirtschaftlichen, industriellen, technologischen, finanziellen und kulturellen Potential dieses Staates ergeben. Im Falle der USA schließt dies die Verbreitung von amerikanischer Musik und amerikanischen Filmen, die weltweite Präsenz und Bekanntheit von Marken wie Coca-Cola, McDonald’s, Starbucks und Nike, die führende Rolle einflussreicher Technologieunternehmen wie Apple, Google, Microsoft und Nvidia, die dollarbasierte Weltwirtschaft und die Attraktivität als Einwanderungs- und Reiseziel ein. Der kulturelle Einfluss der USA auf andere Staaten durch ihre Soft Power wird zusammenfassend auch als Amerikanisierung bezeichnet.
Antrieb politischen Handelns ist eine entwickelte Staatsphilosophie oder auch Ideologie, deren Ziele durch die Gesellschaft getragen, kulturell verinnerlicht und als Einflusspotential im Weltmaßstab wirken (Weltmacht).

## 21. Jahrhundert
Nach den Vereinigten Staaten, der aktuell einzigen weitestgehend unbestrittenen Supermacht, gelten die Europäische Union und die Volksrepublik China sowie in einem geringeren Maße auch Indien und Russland als potentielle Supermächte des 21. Jahrhunderts, wobei die Europäische Union ein Staatenverbund und kein eigentlicher Staat ist.
Insbesondere China gilt aufgrund seines rasanten wirtschaftlichen und militärischen Aufschwungs in jüngerer Zeit als ernstzunehmender Konkurrent der USA und wird immer häufiger als inzwischen gefestigte Supermacht neben den Vereinigten Staaten angesehen. Andere entgegnen jedoch, dass es der Volksrepublik China nach wie vor an hinreichender Soft Power fehle, um als vollwertige Supermacht neben den USA gelten zu können. Aufgrund der rasanten Entwicklung der chinesischen KI-Industrie gilt das Land außerdem als „KI-Supermacht“.
Die Europäische Union spielte zu Beginn des 21. Jahrhunderts eine geopolitisch eher untergeordnete Rolle mit geringem Einfluss auf das Geschehen außerhalb ihrer Grenzen. Diese beschränkte sich vor allem auf die Osterweiterung. Dabei betrug im Jahr 2018 der Verteidigungsetat aller Mitgliedsstaaten 282 Milliarden Euro, was einem Fünftel aller weltweiten Ausgaben entspricht, und der Staatenverbund stellt den größten Binnenmarkt der Welt dar. Die Europäische Union wurde aufgrund des Brüssel-Effekts außerdem als „regulatorische Supermacht“ bezeichnet, da durch diesen in der EU geltende Normen und Standards mit der Zeit von zahlreichen Staaten außerhalb der EU ebenfalls übernommen werden.
Das heutige Russland, der flächenmäßig größte Staat der Erde, galt bereits als Russisches Kaiserreich als Groß- und Regionalmacht und die meiste seiner Zeit als Sowjetunion neben den USA als eine der beiden Supermächte der damaligen Zeit. Auch im 21. Jahrhundert ist Russland ein mächtiges Land mit großer Bevölkerung und der weltweit sechstgrößten Volkswirtschaft nach kaufkraftbereinigtem BIP. Militärisch wird es 2023 von Global Firepower auf dem zweiten Platz hinter den USA gesehen. Nach dem SIPRI Institut verfügt es mit 4.489 über die größte Anzahl an atomaren Sprengköpfen aller Staaten, von denen aber nur 1.674 einsatzbereit sind, während die übrigen gelagert werden. Wegen seiner bedeutenden Ressourcenvorkommen und einer starken Exportindustrie dieser gilt Russland außerdem als „Energie-Supermacht“.
Indien, der bevölkerungsreichste Staat der Erde, gilt u. a. wegen seiner großen und jungen Arbeiterschaft sowie einer stetig wachsenden Mittelschicht und damit einhergehend rapide ansteigenden Kaufkraft als aufstrebende Wirtschaftsmacht; bereits heute hat Indien die dritt- bzw. fünftgrößte Wirtschaft der Welt (kaufkraftbereinigt bzw. nominal). Das Land war 2015 erstmals die am schnellsten wachsende Volkswirtschaft der G20-Gruppe, hat sich zu einem Zentrum für Informationstechnologie und -dienstleistungen entwickelt und verfügt über eine der weltweit größten Softwareindustrien. Die Streitkräfte Indiens sind nach dem Global Firepower Index 2024 die viertstärksten der Welt, nach denen der USA, Russlands und Chinas.

## Geschichte
In der Antike gab es zwei wesentlich überragende Reiche: zunächst das Perserreich, welches sich von Südosteuropa über Ägypten bis nach Indien erstreckte, sowie das Römische Reich, dessen Machtbereich im Mittelmeerraum als Oikumene bekannt war. Letzteres bedeutete „die gesamte bewohnte Welt“ unter der Herrschaft der römischen Kaiser, welche Frieden (Pax Romana), wirtschaftliches Wohlergehen und einheitliche Kultur garantierten. Im Mittelalter hatte das Fränkische Reich ein ähnliches Selbstverständnis und eine vergleichbare Bedeutung in Europa. Die Suche nach dem Seeweg nach Indien und die Entdeckung Amerikas 1492 erbrachten ein neues Verständnis des geographischen Begriffes „Welt“. Im Zuge der europäischen Kolonialisierung erlangten das Britische Weltreich und das Französische Kaiserreich eine führende Stellung. Die aufgeführten Staaten waren in ihrer Zeit entsprechend der heute geläufigen Definition aber eher Großmächte.
Vertreter waren nach dem Zweiten Weltkrieg die Vereinigten Staaten und die Sowjetunion. Mit dem Zerfall der Sowjetunion 1991 verblieben die USA als einzige Supermacht.
Die USA rückten 1917 in ihrer Außenpolitik von ihrem bis dahin praktizierten Isolationismus ab. Ab 1917 war es ihr Bestreben, die eigenen liberalen politischen Werte international zu verbreiten („bürgerlicher Internationalismus“). Am 6. April 1917 erklärten die USA dem Deutschen Reich den Krieg.
Präsident Woodrow Wilson war der Erste, der 1918 durch das 14-Punkte-Programm die Verbreitung der Demokratie, basierend auf einem liberal-kapitalistischen System, zum politischen Ziel erhob. Dieses außenpolitische Vorgehen setzte sich dann bei der Staatsbildung der Bundesrepublik Deutschland ab 1945, der US-amerikanischen Nahostpolitik und an vielen anderen Orten fort.
In den 1980er Jahren wurde Japan aufgrund seines wachsenden wirtschaftlichen, militärischen, industriellen, technologischen und kulturellen Einflusses gelegentlich als aufstrebende Supermacht bezeichnet. Diese Vorhersage hat sich jedoch aufgrund wirtschaftlicher Stagnation und einer seit den späten 1980er Jahren alternden sowie seit den frühen 2010er Jahren schrumpfenden Bevölkerung nicht bewahrheitet.
Der Begriff „Supermacht“ wird meist im Hinblick auf die militärische Potenz gebraucht, gelegentlich auch mit der wirtschaftlichen Bedeutung assoziiert. Militärische Macht stimmt nicht unbedingt mit der ökonomischen Potenz überein. Diese Diskrepanz zwischen Wirtschaft und Militär sorgt meist nach einer relativ kurzen Zeit der Stärke für den Bedeutungsrückgang des Staates. Ein Beispiel hierfür ist die Sowjetunion; sie konnte beim Wettrüsten im Kalten Krieg immer weniger mithalten und zerfiel nach einer Agonie in den 1990er-Jahren ebenso wie kurz zuvor der Ostblock.

## Begriffsabgrenzungen
Die herausragende Rolle, Bedeutung und Potentiale der Großmächte USA und der UdSSR im Verlauf des Zweiten Weltkrieges, während des Konfliktes zwischen der NATO und dem Warschauer Pakt nach dem Krieg und der Besitz strategischer Nuklearstreitkräfte führte zur Einführung des Begriffes Supermacht für diese Großmächte.
Solange nur die USA und die UdSSR Atombomben hatten, wurden die Begriffe Supermacht und Atommacht synonym verwendet.
Nach 1990 und dem Zerfall der Sowjetunion als führender Macht des Warschauer Pakts und des Rats für gegenseitige Wirtschaftshilfe wurde für die USA gelegentlich der Begriff Hypermacht (im Sinne von „einzige Supermacht“) verwendet; der Begriff etablierte sich aber nicht und wird durch den neuerlichen Aufstieg Chinas als zweite Supermacht obsolet.

## Wortverwendung
„Die Zerbrechlichkeit der Supermacht vorzuführen heißt, die Zerbrechlichkeit der Weltordnung vorzuführen.“